# Андернах
Андернах (нем. Andernach) — город в Германии, в земле Рейнланд-Пфальц.
Входит в состав района Майен-Кобленц. Население составляет 29 542 человека (на 31 декабря 2010 года). Занимает площадь 53,23 км². Официальный код — 07 1 37 003.
Расположен на левом берегу Рейна. Город подразделяется на 5 городских районов.

## Название
Многие историки предполагают, что название кельтское.

## История
Андернах является одним из самых старых городов современной Германии.
Люди жили на месте нынешнего Андернаха с незапамятных времен. В VI веке до н. э. кельты построили здесь своё укрепленное поселение. Официальной датой основания города считается 12 год до н. э., в 1988 году в городе прошли торжества, посвящённые 2000-летию города.
Уже в 9 году н. э. римляне построили в обновлённой крепости водопровод. Для Римской империи крепость имела огромное значение как форпост на Рейне. В IV и V веках город-крепость переходил от римлян к франкам и назад. После завоевания варварами Западной Римской империи Андернах стал франкским городом.
После смерти Хлодвига I империя франков была поделена между его сыновьями и город оказался в Австразии, далее последовала Восточно-Франкское королевство, которое впоследствии как Королевство Германия вошло в межгосударственное образование Священная Римская империя.
В районе около города произошло в IX веке и X веке два крупных сражения.
В XI веке в германском королевстве начинается раздробленность и Андернах становится яблоком раздора между Архиепархией Кёльна и Архиепархией Трира. В 1689 году город перешёл к Пруссии. 22 октября 1794 года город был оккупирован французскими войсками. Город на двадцать лет перешёл к Франции.
31 декабря 1813 года Андернах был освобождён российскими войсками. По результатам Венского конгресса он вновь оказался в составе Пруссии, которая стала основательницей Германской империи.

## Люди, связанные с городом

### Родились в Андернахе
- Иоганн Баптист Бальцер (1803—1871) — прусский (немецкий) богослов и теолог.
- Штефан Белль (род. 1991) — немецкий футболист, защитник; игрок молодёжной сборной.
- Ханс Бельтинг (род. 1935) — немецкий историк искусства и культуры.
- Чарльз Буковски (1920—1994) — американский писатель и журналист.
- Гуго фон Хабенихт, литературный герой одноимённого авантюрного романа М. Йокаи, был уроженцем Андернаха.

### Жившие в Андернахе
- Инге Хельтен (род.1957) — немецкая легкоатлетка, рекордсменка на дистанции 100 метров, призёр Олимпийских игр 1976 года.

## Фотографии

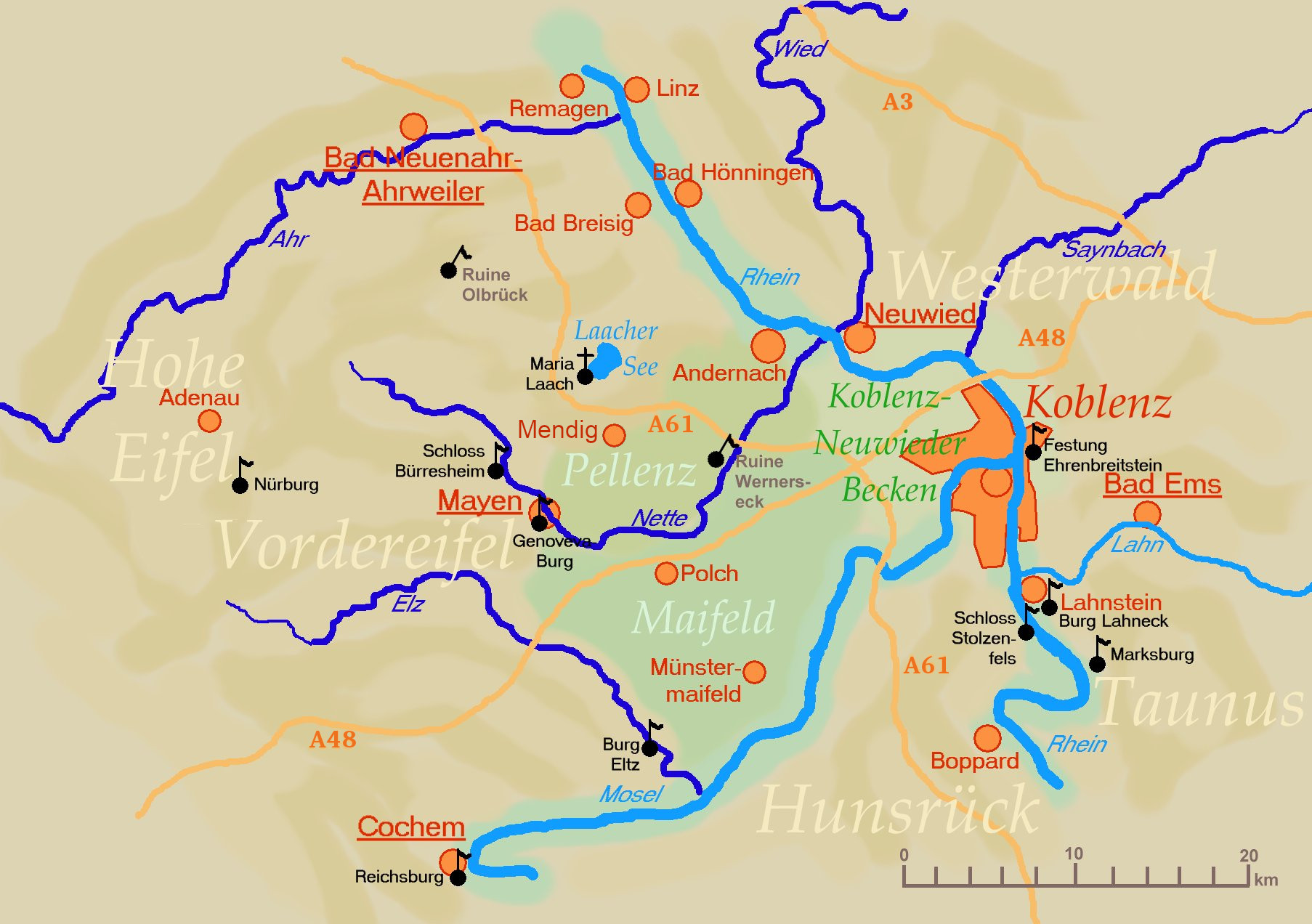
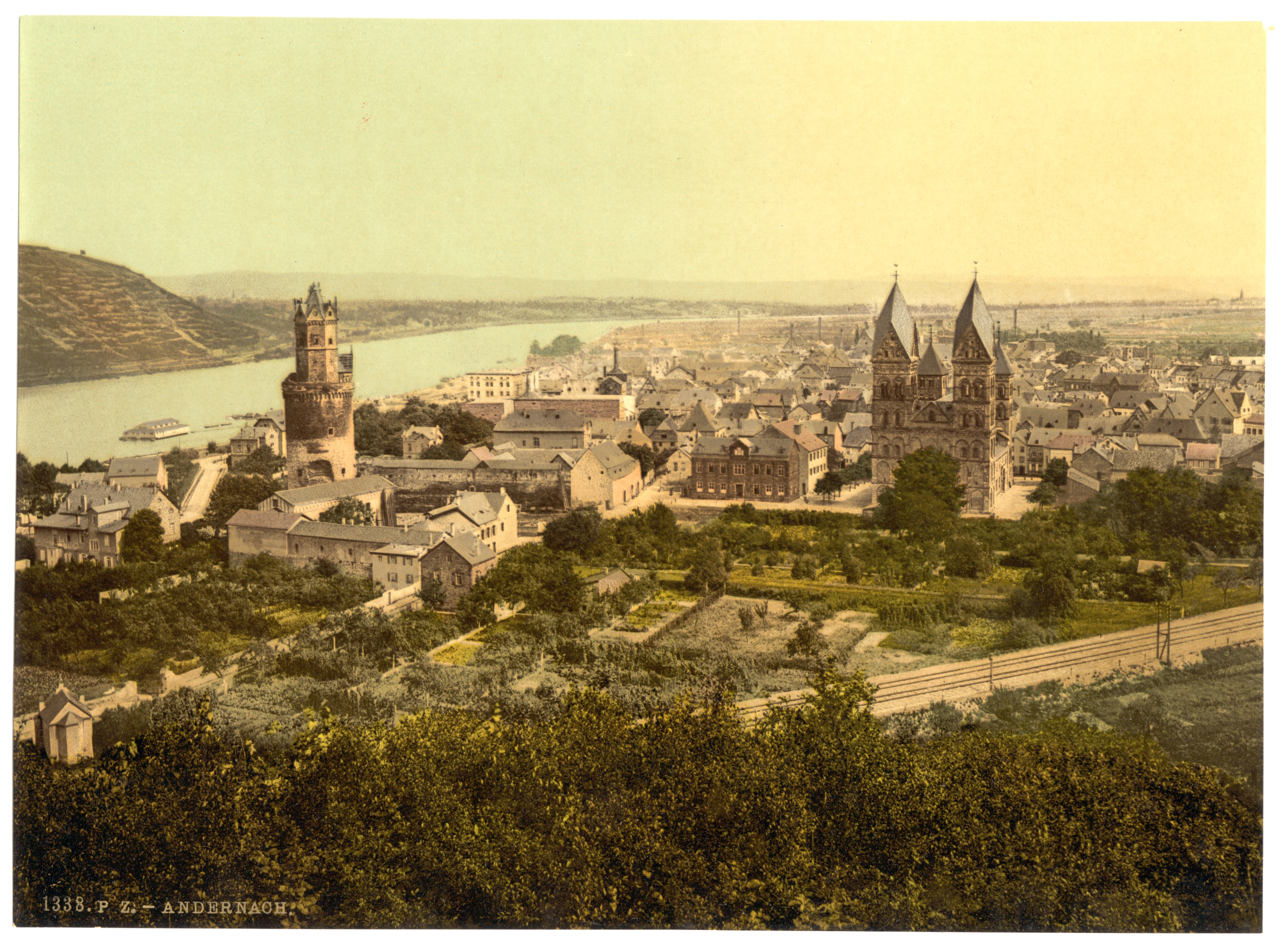
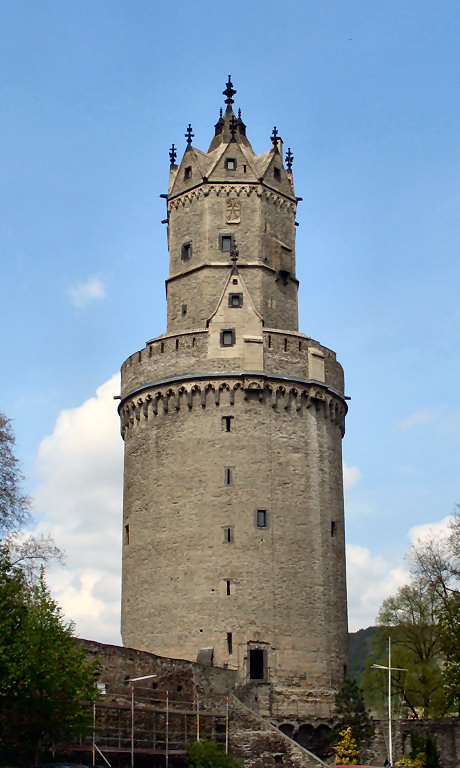
Башня
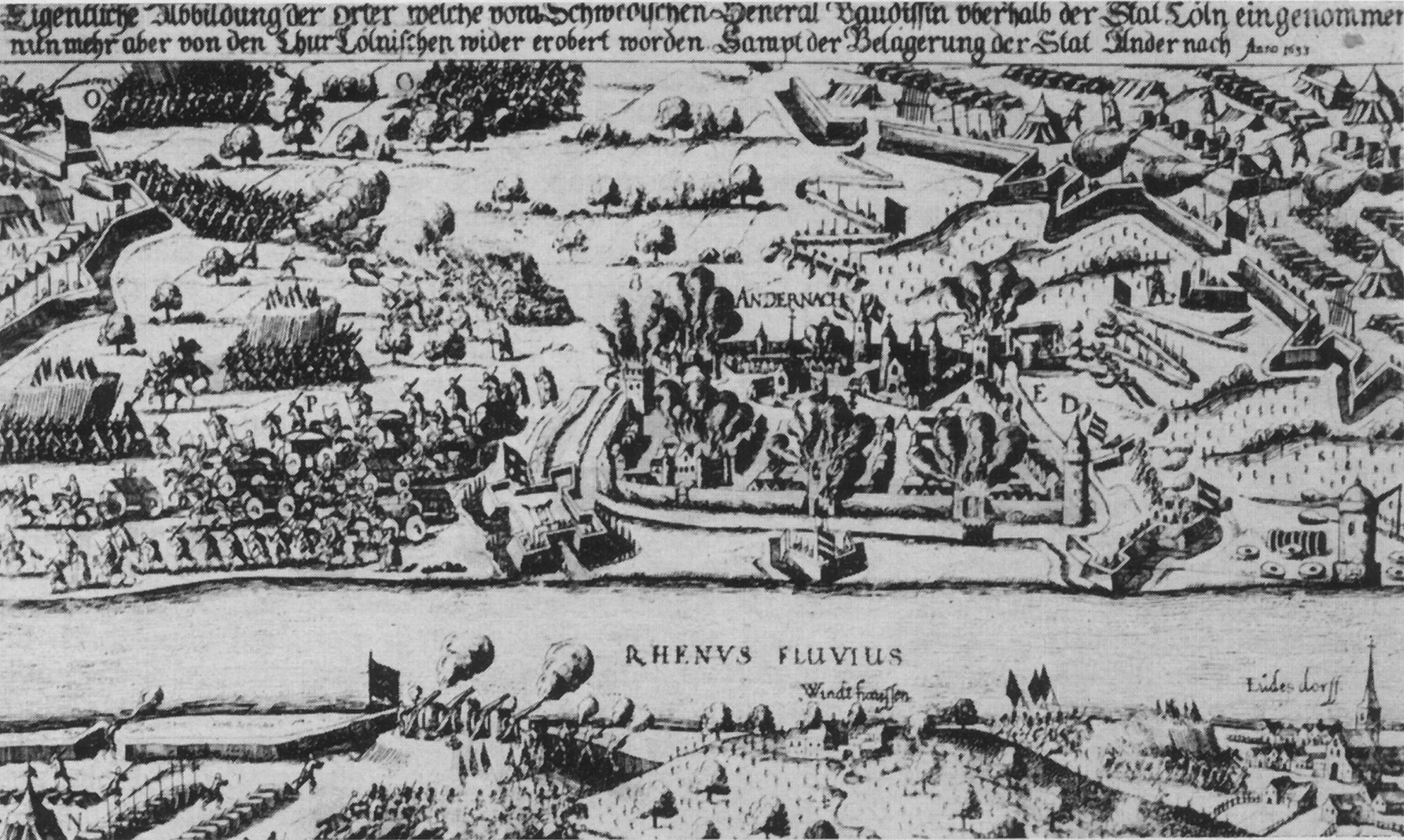
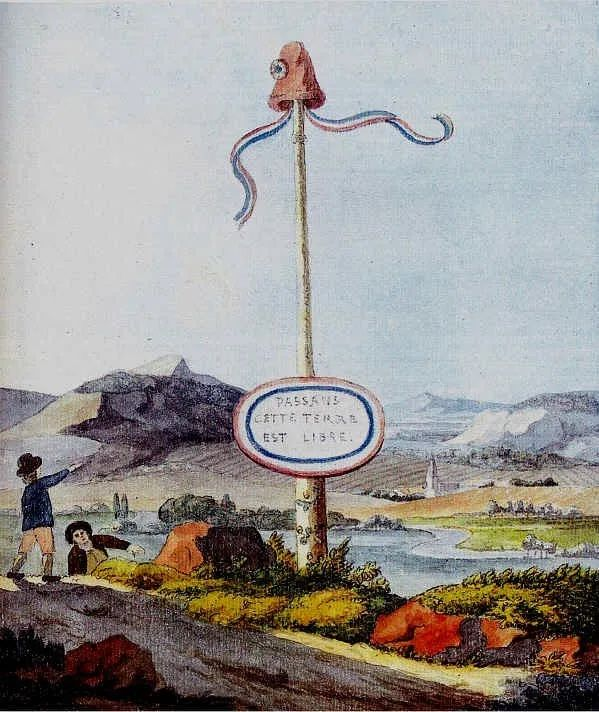
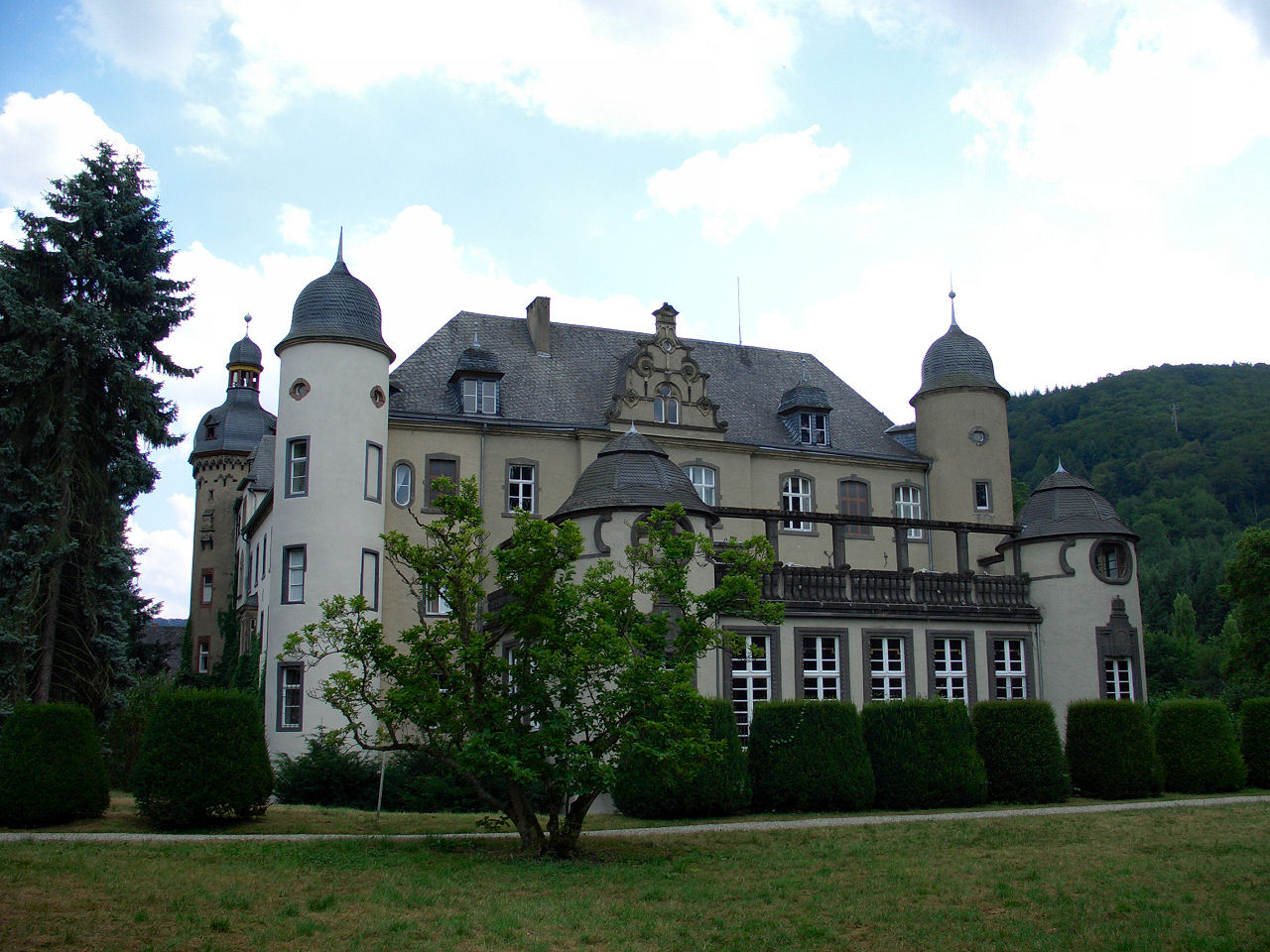
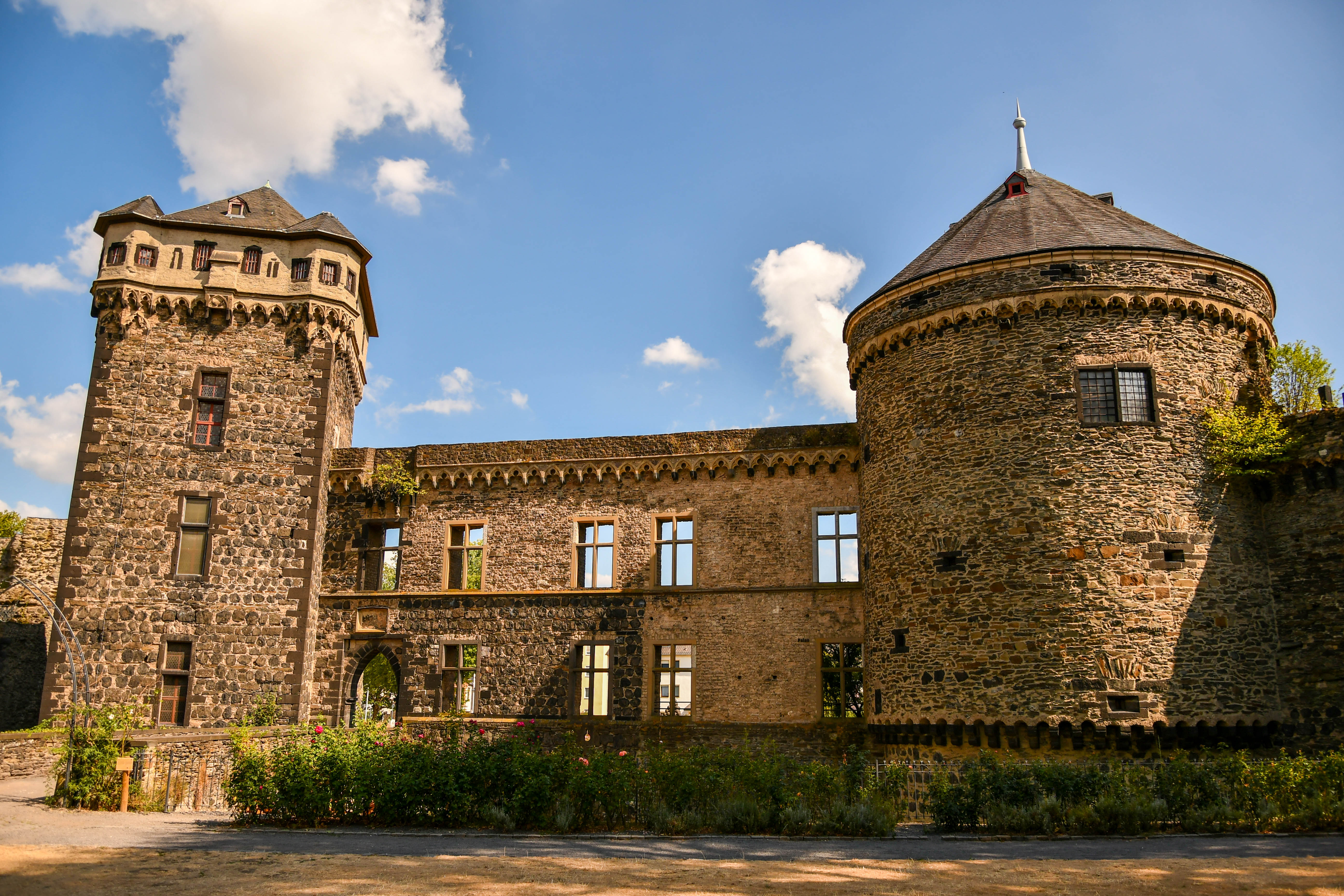